# Madaprocris minetorum
Madaprocris minetorum är en fjärilsart som beskrevs av Pierre E.L. Viette 1978. Madaprocris minetorum ingår i släktet Madaprocris och familjen bastardsvärmare. Inga underarter finns listade i Catalogue of Life.